# Eon (god)

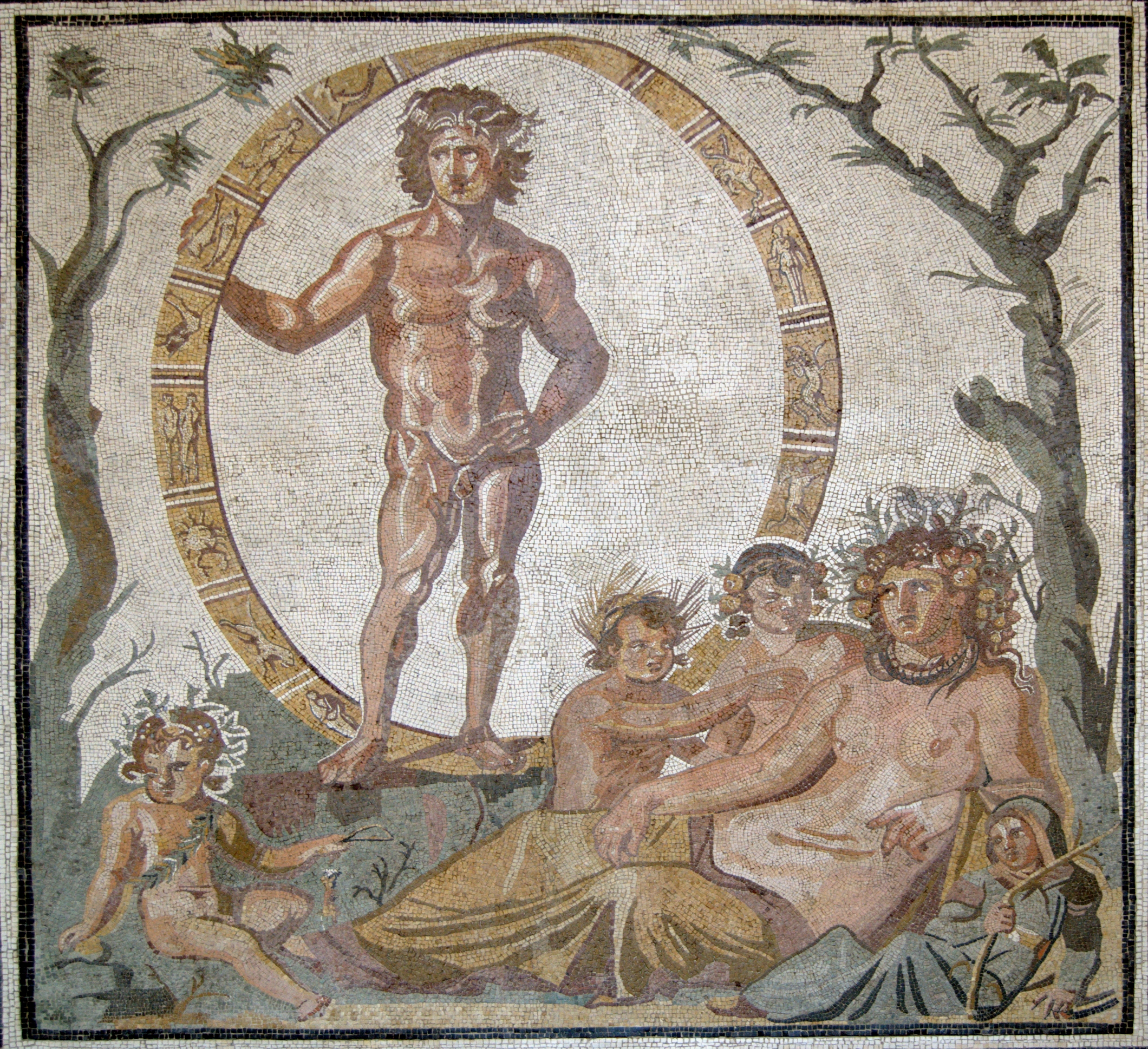
Romeinse mozaïek die Eon toont, omringd door de zodiak, met Tellus ('aarde') en de seizoenen als kinderen voor hem.

In verschillende religies uit de klassieke oudheid was Eon (Oudgrieks: αιων, aiōn, 'lange periode/tijdperk/eeuwigheid'; ook: aeon) een vergoddelijkte personificatie van de tijd. Wellicht komt dit begrip uit het Midden-Oosten. In het archaïsche Griekenland kwam de god van de tijd nauwelijks voor, maar vanaf de hellenistische tijd is deze bekend binnen onder andere het orfisme, mithraïsme en een Alexandrijnse cultus. De god werd aangeroepen in magische teksten. Met name de gnostische religies uit de keizertijd ontwikkelden een uitgebreid systeem van Eonen als voortvloeisels uit God die aan de schepping van de materiële wereld voorafgingen.

## Midden-Oosterse oorsprong
Personificatie van bijvoorbeeld de seizoenen was wijdverbreid, maar die van de tijd als zodanig niet. Die notie verbreidde zich tussen de 6e en 4e eeuw v.Chr. in de Mediterrane wereld. In het archaïsche Griekenland (tot circa 500 v.Chr.) kwam die nog nauwelijks voor, en is die waarschijnlijk ontstaan door invloeden uit het oosten. De Feniciërs, waaronder Sanchuniathon, kenden blijkens Griekse bronnen een tijdsgod Eon of Ulōm ('tijd'), de Indiërs blijkens de Arthravaveda en de Upanishad een tijdsgod Kāla ('tijd'), en de Perzen in het zoroastrisme de tijdsgod Zurvān ('tijd'). Wat de bijbehorende kosmogonieën globaal gemeen hebben, is dat de tijdsgod mettertijd als personificatie van onbepaalde tijd ontstond, dat hij het epitheton 'niet verouderend' kreeg, en dat hij uit zichzelf een demiurg voortbracht (soms via een ei), die vervolgens de wereld schiep. Dat deed die bijvoorbeeld door een kosmisch ei te openen waaruit de hemel en aarde tevoorschijn kwamen. De oorsprong van dit motief ligt vermoedelijk in Egypte, in de vorm van de zonnegod Ra.
Zurvān betekende oorspronkelijk enkel 'tijd' in het zoroastrisme, maar vanaf de 6e eeuw v.Chr. verwees het ook naar de personificatie van een tijdsgod. Een zoroastrische stroming was het zogeheten zurvanisme. Een doctrine hiervan was dat alles begon met de oergod Zurvān Akarana (ook: Zervan Akarana; 'ongeboren tijd'), die vervolgens twee tegengestelde goden zou hebben geschapen, Ahura Mazda (Ohrmazd) en Angra Mainyu (Ahriman), scheppers van respectievelijk de goede hemel en de slechte aarde. Volgens andere zoroastrische bronnen bestond de tweeling tegelijk met 'niet verouderende' Zurvān, zijnde onbepaalde tijd. Ahura Mazda schiep een rond, glanzend vuur en de begrensde tijd, waarna de kosmos langdurig 'in een vochtige staat als zaad' verkeerde, maar daarna schiep hij de hemel als een ei, met al het andere erin. Vroege Perzische beschrijvingen komen niet veel voor, maar volgens de filosoof Eudemus van Rhodos (4e eeuw v.Chr.) zou Zurvān zowel een tijdsaspect (chronos) als een ruimteaspect (topos) hebben. Beide aspecten worden vanaf de hellenistische tijd belangrijk voor het godsbegrip.

## Grieks-Romeinse tijdsgod
De presocraat Pherecydes van Syros (6e eeuw v.Chr.) is de vroegste Griekse bron voor een tijdsgod, Chronos, waarvoor hij het Midden-Oosterse patroon volgde en de titaan Kronos herinterpreteerde op etymologische en mythologische gronden. Pherecydes' associatie van Kronos met het begrip tijd kwam later vervolgens voor van de zesde-eeuwse dichter Pindarus en de theogonieën van de orfische mysteriecultus tot en met de laat-klassieke Huwelijk van Mercurius en Filologie van Martianus Capella en de Dionysiaca van Nonnus. Zo schreef Cicero in Over de natuur van de goden (III, 64): 'Met Saturnus pogen ze die macht weer te geven die de cyclische gang van periodes en seizoenen in stand houdt. Dit is de betekenis die de Griekse naam van die god heeft, want hij wordt Kronos genoemd, wat hetzelfde is als Chronos of Tijd.'

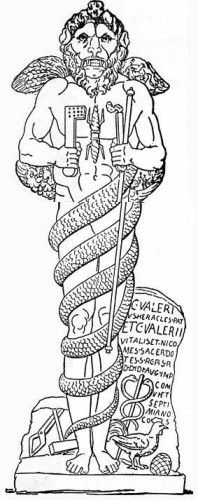
De mithraïsche god van de tijd.

Er bestonden vanaf de 6e eeuw v.Chr. verschillende orfische theogonieën die afweken van de hesiodische, maar overeenkomsten vertoonden met Pherecydes' scheppingsmythe en de Midden-Oosterse scheppingsmythen. In de Nacht schept Chronos uit de ether een ei. Zodra dat werd gebroken, kwam de hermafrodiete demiurg Phanes tevoorschijn, en die schiep vervolgens de wereld. De tijdsgod werd voorgesteld als een gevleugelde slang, een dier dat gold als symbool voor eeuwigheid (zie Ouroboros). In dat verband wordt de god Aiōn in Nonnus' Dionysiaca genoemd met de slang die zichzelf voortdurend verjongt.
Er zijn verbanden tussen het orfisme en het mithraïsme uit met name de keizertijd, waar Eon als lichtgod, hemelgod en oppergod gold. Gaandeweg kreeg hij meer attributen en eigenschappen toegedicht, zoals Janus' sleutels van de hemelpoort en begin en einde, en Cerberus, waarvan de drie koppen vermoedelijk verleden, heden en toekomst symboliseren. In reliëfs, en teksten als de Mitrasliturgie, werd hij typisch weergegeven als een gevleugelde mens met een leeuwenkop die vuur ademde, zeven keer omwikkeld door een slang, vleugels (de winden) en omringd door de tekens van de dierenriem. Daarnaast werd de god soms afgebeeld als een jonge man, en zo verscheen hij ook in enkele Romeinse mozaïeken.

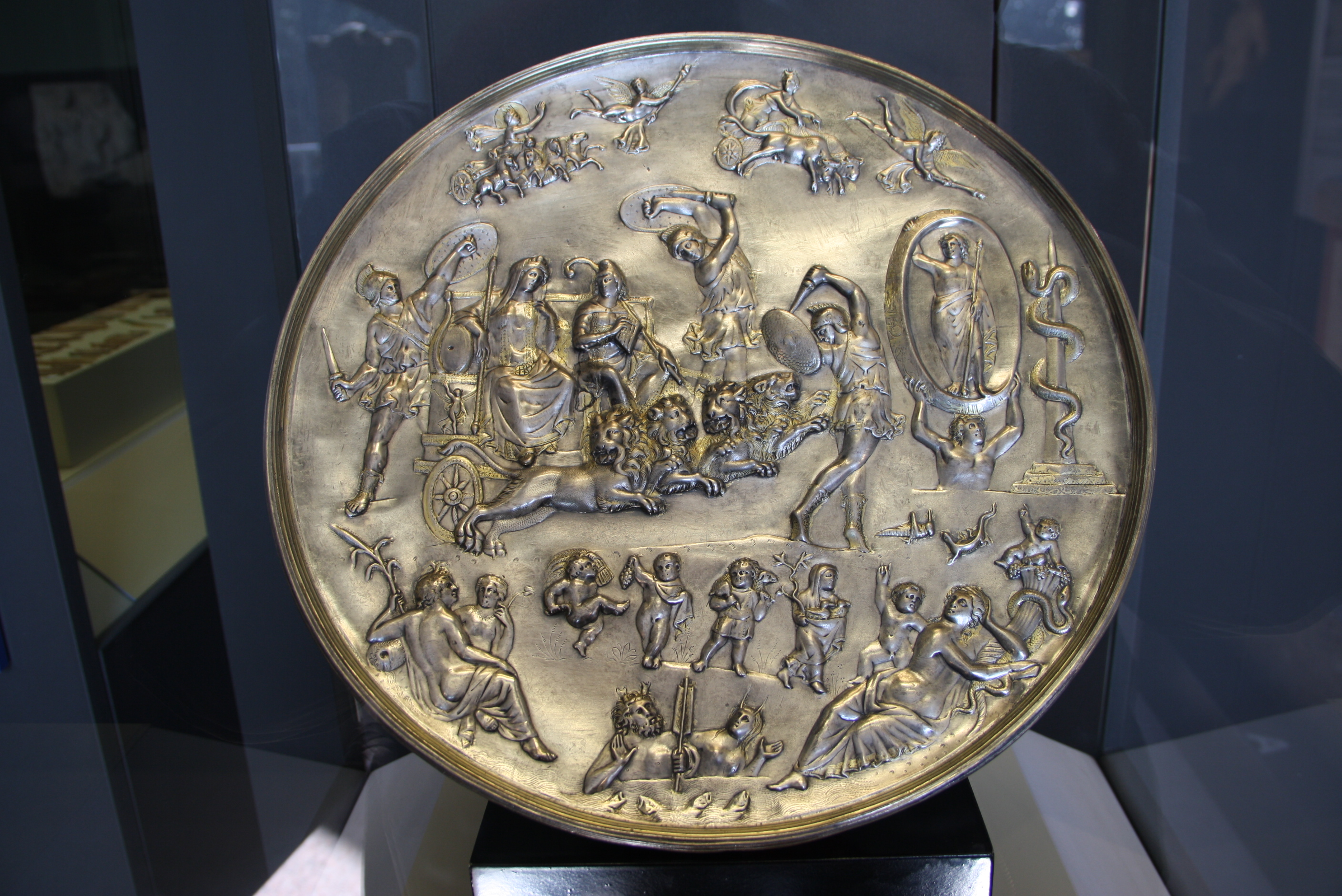
De zogeheten Patera di Parabiago, met rechts de god Eon (Aeternitas of Aevum in het Latijn), omringd door de zodiac en geflankeerd door een slang.

In de hellenistische periode (circa 300-30 v.Chr.) werd Kronos/Chronos in filosofische termen verbonden met het stoïcijnse noodlot (heimarmenē). Een Eon (Aiōn) komt in de Chaldeïsche orakelen voor als god en hypostase van de Nous (goddelijke geest). De tijdsgod werd afhankelijk van de bron geïdentificeerd met verschillende andere godheden, waaronder Serapis, Osiris, Adonis, Agathodaimon, verschillende zonnegoden, zoals Apollo Paian, en blijkens een Griekse magische tekst ook als Jao Adunaël, de God uit het Oude Testament. De Romeinen kenden de god als Aeternitas, die deel uitmaakte van de keizercultus.
Een Aiōn Plutonius werd aanbeden als beschermgod van Alexandrië. Epiphanius (Tegen de ketterij, II, 22, 8) beschreef dat men op nieuwjaarsdag, de nacht van 5 op 6 januari, een Eonbeeld uit de tempel van de godin Korè haalde en onder begeleiding van muziek zeven keer rond het gebouw droeg. Op die nacht zou Korè Eon namelijk hebben verwekt. Vermoedelijk was hier sprake van syncretisme met de Eleusische mysteriën, en Eon was hierbij de god van het nieuwe jaar, de altijd stervende en herboren tijdsperiode.
De mythologische positie van Eon verschilt van bron tot bron. Bij Pherecydes en Nonnus was hij ongeschapen, maar in een van de orfische theogonieën (fragment 54 bij Damascius) werd hij voorgesteld als eerste nakomeling van Gê ('aarde') en Hydros ('water'). Afhankelijk van de bron, zijn Eons nakomelingen Chaos, Ether, Phanes (alle door vereniging met Ananke 'noodzaak'), Hemera of de moirai (beide door vereniging met Nyx 'nacht'). 
Het woord aiōn kreeg naast 'tijd' en 'periode' mettertijd ook de betekenis van 'wereld'. In het joodse en Nieuw-Testamentisch taalgebruik kon eon de eeuwigheid aanduiden, maar ook de 'huidige wereld' tegenover de 'aankomende wereld'. Deze betekenisontwikkeling is vermoedelijk te herleiden tot die van het Hebreeuwse ōlām 'eeuwigheid' (Aramees: alma; cognaat van ulōm), dat ook 'wereld' was gaan betekenen. In het Mandaïsch en gnostische mandeïsme ging het verwante woord almaya niet alleen 'wereld' betekenen, maar tevens 'goddelijk wezen', wat dus een personificatie inhield. Dit ruimtelijke aspect met personificatie wordt belangrijk binnen gnostische religies.

## Gnostische religies

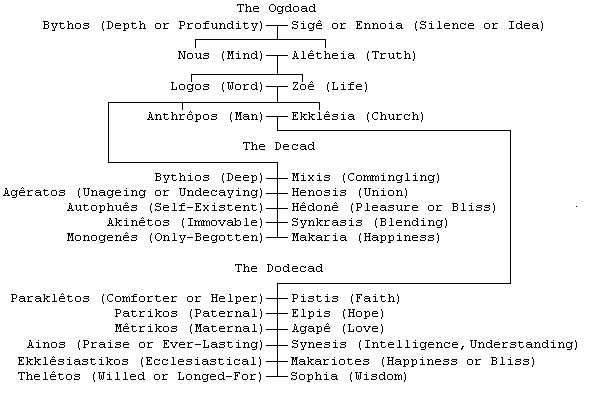
Valentiniaans schema van dertig eonen in het pleroma, die als emanaties zouden zijn verschenen uit het goddelijke.

Volgens gnostici komt uit de volledig transcendente god de pleroma voort, de goddelijke, geestelijke wereld. Uit de god vloeien achtereenvolgend en soms in paarvorm eigenschappen voort in het pleroma, een proces dat emanatie heet. Die eigenschappen zijn zelfstandige, abstracte en goddelijke eonen, met namen als Voorkennis, Onvergankelijkheid en Eeuwig Leven. Uiteindelijk komen uit de eerste eonen weer andere eonen voort. Het precieze aantal eonen verschilde van strekking tot strekking, maar Basilides' 365 zijn uitzonderlijk veel. Dat er een hoeveelheid werd aangenomen, suggereert wel dat gnostici de afstand tussen de aardse wereld en het hoogst goddelijke zo groot mogelijk wilden maken. Een van de eonen komt ten val door bijvoorbeeld onwetendheid of passie. Zo ontstaat een breuk in het pleroma en ontstaan de materiële wereld en het kwaad in de vorm van de archonten.
De gnostische kosmologie staat het uitvoerigst beschreven in het Geheime boek van Johannes, waar de laagste eon, Sophia ('wijsheid'), de breuk in de pleroma veroorzaakt omdat ze graag zelf iets wilde scheppen. Die poging resulteerde namelijk in de geboorte van de slechte demiurg Jaldabaoth, die uit de pleroma werd verbannen en de materiële wereld schiep. Tevens schiep hij zelf allerlei dienaren, zoals de twaalf tekens van de dierenriem, de zeven planeten en allerlei eonen, waarvan de namen komen uit magische praktijken. In het gnostische geschrift Leerbrief wordt de transcendente god zelf overigens ook met eon aangesproken: 'niet verouderende, altijd jonge en androgyne eon'.
Omdat de aardse wereld tweederangs is, geldt die als negatief en vergankelijk. De eonen omvatten opeenvolgend de aardse wereld en scheidden de mens af van het transcendente goddelijke. Daartoe droegen de archonten bij. De aardse wereld gold voor de gnosticus daarom als een gevangenis, en hij probeerde de afstand in ruimte en tijd te doorbreken voor het bereiken van het goddelijke en het verkrijgen van gnosis, bijvoorbeeld met behulp van riten en theürgie. In het Corpus Hermeticum IV §8 staat bijvoorbeeld: 'Zie je, mijn jongen, door hoeveel lichamen wij heen moeten gaan en door hoeveel koren van demonen en opeenvolgende omlopen van de sterren om ons naar de Ene en Enige [god] te haasten?'.
De gnostische speculatie over de eonen was volgens de hebraïcus Gershom Scholem van invloed op de Bahir, een vroeg en belangrijk werk voor de kabbala. Daarin is de pleroma vervangen door de goddelijke troon, de merkava, en de eonen zijn daarvan attributen geworden. Ze zijn Gods krachten of  sefiroth en de tien woorden van de schepping.

## Externe bron
- Lemma Khronos, op Theoi Project, website over Griekse mythologie.
- Lemma's met het woord aiōn in de Suda, op Suda On Line.